# Tapawera

Tapawera est une petite localité de l’ Île du Sud de la Nouvelle-Zélande. 

## Situation
Elle est localisée à 30 km au sud-ouest de la cité de Nelson sur la berge du fleuve Motueka.

## Population
La population comprenant la zone environnante était de 396 résidents lors du recensement de 2013 en Nouvelle-Zélande, en diminution de 9 personnes par rapport à celui de 2006 .

## Installations
La ville de Tapawera a une école, un supermarché local de la marque Four Square (en), un terrain de camping, quelques cafés et un garage.

## Caractéristiques
La ville est la porte d’entrée du Parc national de Kahurangi.
Le centre géographique de la Nouvelle-Zélande (en incluant l’Île Stewart et quelques petites îles au niveau de l’Île du nord et de l’île du sud, mais en excluant les îles Chatham plus à distance), a été calculé en 1962 comme étant une zone de forêt dense mais sans caractère remarquable formé de fruticée ou scrub, situé dans la chaîne de ‘Spooners Range’ à 12 km vers le sud de la ville de Tapawera: aux coordonnées 41° 30′ S, 172° 50′ E.

## Éducation
L'école ‘Tapawera Area School’ est une école, mixte, d’état pour les élèves allant de l’année 1 à 13 .
L’école fut établie en 1942, par la fusion de plusieurs écoles du secteur.
Elle a un effectif de 186 élèves en mars 2020 